# تئاترهای دلفونت مکینتاش
تئاترهای دلفونت مکینتاش (انگلیسی: Delfont Mackintosh Theatres) مجموعه‌ای از سالن‌های تئاتر با مالکیت و مدیریت کامرون مکینتاش در لندن، انگلستان است.
این گروه در سال ۱۹۹۱ توسط کامرون مکینتاش و برنارد دلفونت تأسیس شده و هم‌اکنون مالک ۹ سالن تئاتر است.

## سالن‌های تئاتر
- تئاتر گیلگود
- تئاتر نوئل کاوارد
- تئاتر نوولو
- تئاتر پرنس ادوارد
- تئاتر پرنس ولز
- تئاتر کویینز
- تئاتر ویکتوریا پالاس
- تئاتر ویندهام